# Mercyfalva
Mercyfalva (Merczyfalva, 1904-ig Merczifalva, románul: Carani vagy Merțișoara, németül: Mercydorf) falu Romániában, a Bánságban, Temes megyében.

## Fekvése
Temesvártól 18 km-re észak–északnyugatra fekszik.

## Nevének eredete
Nevét Claude-Florimond Mercy tábornokról, a Temesi Bánság kormányzójáról kapta. Első említése németül: Mercydorf (1742), magyarul: Merczifalva (1828). Román neve a török hódoltság előttről származik és szerb eredetű (1552, Qıran, 1717, Kayragn, 1723–25, Karan).

## Története

### A telepeshullámok
A 18. század első felében román falu volt. Román lakói az 1770-es évekig fokozatosan elhagyták.
A selyemhernyó-tenyésztés és a rizstermesztés meghonosítására több hullámban itáliai telepeseket költöztettek be: 1729–1733 és 1734–1736 között Trentinóból, Friuliból és Mantovából, 1748-ban Dél-Tirolból. 1736-ban spanyolok is letelepedtek. Elültették a szükséges eperfákat, de az 1738-as török támadás és a szokatlan klíma miatt hamar megfogyatkoztak. 1734 és 1752 között olasz plébánosok szolgálták a falut (sőt, 1736-ban pár hónapig egy spanyol lelkész is működött itt), később az olaszok asszimilálódtak, az olasz családnevek néhány generáció után kihaltak.
1752-ben 21 lotaringiai francia nyelvű család települt be. Őket 1763–1765-ben 143 német családfő követte, zömükben veteránok. 1766–1769-ben lotaringiai, elzászi és luxemburgi, többségükben ismét francia nyelvű családok érkeztek. Végül 1784–1786-ban 128 német telepes jött, közülük 78-an Pfalz középső részéről.
A 18. század második felében még franciául is beszélő plébánosokat neveztek ki Mercydorfba, akik rendszeresen prédikáltak is ezen a nyelven. A 19. század első felében a franciák asszimilálódtak a németséghez. A francia örökség a családnevekben és a francia eredetű jövevényszavakban maradt fenn.
Német nyelvjárását főként a déli-frank elemek jellemezték.
A megyerendszer újraszervezésekor Temes vármegyéhez csatolták.

### Birtokosai
1797-ben a kincstártól Franz Josef Saurau kapta donatio puraként. Tőle 1805-ben br. Ludwig Lo Presti vásárolta meg. Ettől kezdve határának nagy része a Lo Presti család tulajdonában állt. 1870 és 1874 között Barinyai Jánosé, majd egészen az első világháború utáni agrárreformig mercyfalvi és temeszsadányi Féger Ferenc birtokközpontja volt.

### A 20. század
1904 és 1908 között 557 lakója vándorolt ki az Amerikai Egyesült Államokba, főként Ohióba és Illinois-ba. Az első világháború után három új falurész jött létre. Közülük kettőbe román telepesek, az ún. Vorstadtba pedig idős falubeli német gazdák költöztek.
1945-ben 233 lakosát elhurcolták kényszermunkára a Szovjetunióba, közülük 57-en ott haltak meg.
Sváb lakossága a század végén áttelepült Németországba.

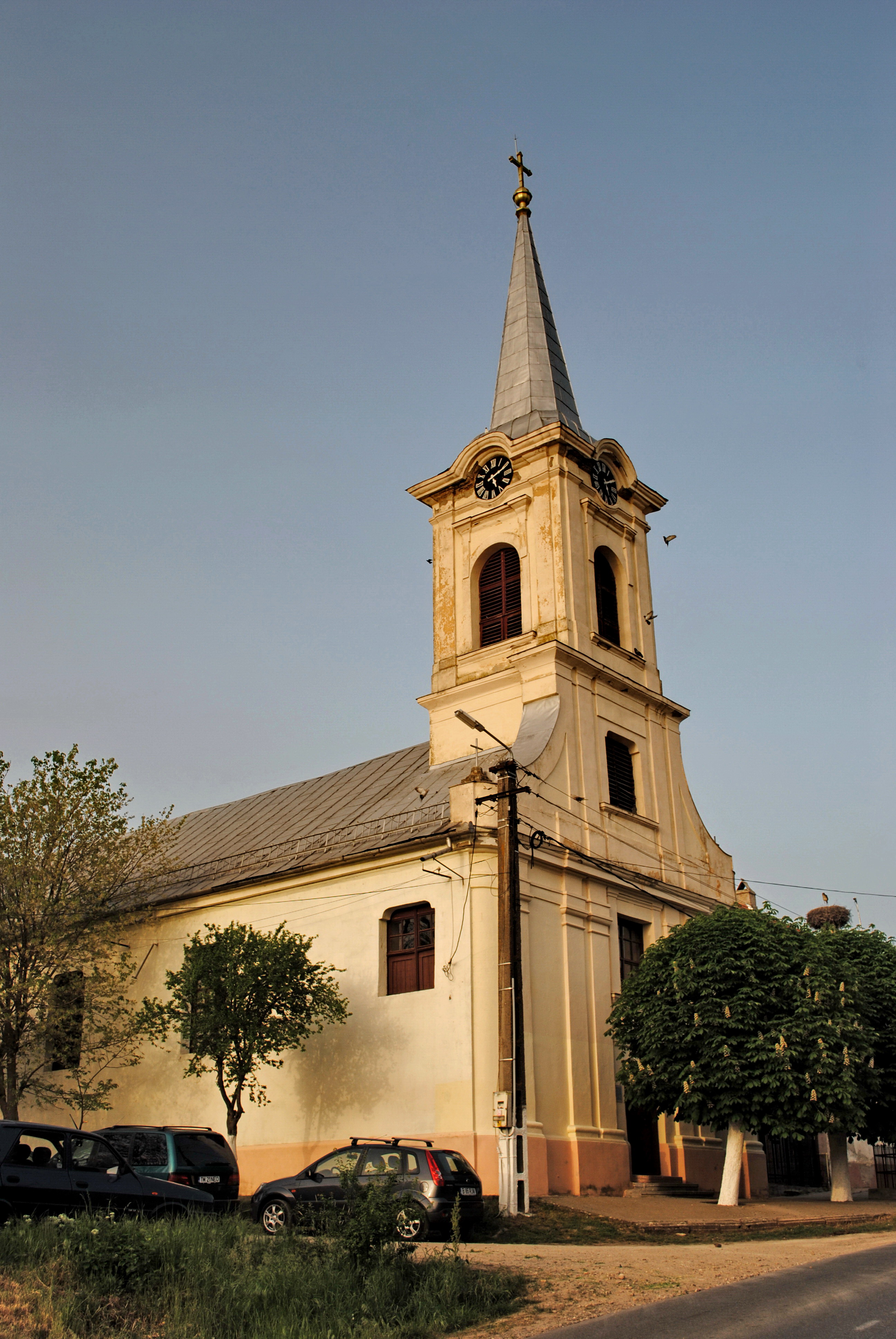
Római katolikus templom

### Gazdasága
A falu gazdasági életét fennállása során a gabonatermesztés határozta meg. Egyetlen jelentős ipari üzeme a malom volt.

## Látnivalók
- Kastélyát 1734-ben Mercy építtette, a 19. század végén Féger Ferenc alakíttatta át neobarokk stílusban. Ma romos.
- Római katolikus temploma 1788-ban épült.
- Sváb parasztházainak barokk oromfalai.

## Lakossága
1851-ben 1515 római katolikus, 50 ortodox és 7 zsidó vallású lakosa volt.

1900-ban 1839 lakosából 1720 volt német, 67 román és 50 magyar nemzetiségű; 1769 római katolikus, 48 ortodox és 15 református vallású. A magyarok a gőzmalomban dolgoztak. A lakosság 73%-a tudott írni-olvasni, a nem magyar anyanyelvűek 12%-a beszélt magyarul.

2002-ben 1794-en lakták, közülük 1624 volt román, 63 német, 52 magyar és 44 ukrán nemzetiségű; 1492 ortodox, 105 római katolikus, 34 baptista, 27 görögkatolikus és 27 pünkösdista vallású.

## Külső hivatkozások
- Honlap a faluról (angolul)
- Képek a kastélyról
- Fényképek a római katolikus templomról és orgonájáról, az orgona ismertetésével (németül)